# Hugo I van Châteaudun
Hugo I van Châteaudun (overleden op 10 juni 1026) was van 989 tot 1008 burggraaf van Châteaudun en van 1008 tot aan zijn dood aartsbisschop van Tours.

## Levensloop
Hugo I was de zoon van burggraaf Godfried I van Châteaudun en diens echtgenote Hildegarde, dochter van graaf Hervé I van Perche. In 989 volgde hij zijn vader op als burggraaf van Châteaudun.
Als deken van de Kathedraal van Tours beval Hugo de bouw van de Abdij van Bourgueil nabij het Kasteel van Chinon. Deze abdij was gesticht door Emma, echtgenote van hertog Willem IV van Aquitanië, op land gedoneerd door graaf Theobald I van Blois. Na het overlijden van Archimbald van Sully werd hij in 1208 met de steun van graaf Odo II van Blois en koning Robert II van Frankrijk verkozen tot aartsbisschop van Tours. Hij moest hierdoor aftreden als burggraaf van Châteaudun ten voordele van zijn neef Godfried II, de zoon van zijn zus Melisende. Hij bleef aartsbisschop tot aan zijn overlijden in 1026.
Hugo had eveneens twee onwettige kinderen: Helgaud en Hugo. 